# 더 스미스
더 스미스(영어: The Smiths)는 1982년 맨체스터에서 결성된 잉글랜드의 록 밴드이다. 보컬리스트인 모리세이와 기타리스트 조니 마, 베이시스트 앤디 루어크, 드러머 마이크 조이스로 구성되어 있으며, 비평가들은 1980년대 영국의 인디 음악 신에서 나온 중요한 밴드 중 하나로 평가하고 있다. 지속되는 갈등으로 1987년 해체되었고, 재결합 제의가 몇 번 있었으나 모두 무산되었다. 2012년에 롤링 스톤이 선정한 역사상 가장 위대한 음반 500장 목록에 밴드의 이름으로 발매한 정규 음반 네 장이 모두 포함되었으며, ‘William, It Was Really Nothing’과 ‘How Soon Is Now’는 역사상 가장 위대한 노래 500곡 목록에 포함되었다.
모리세이의 작사와 마의 작곡으로 맞추어진 협업이 밴드의 기초가 되었던 더 스미스는 기타, 베이스, 그리고 드럼 사운드에 초점을 맞추었던 것과 1960년대 록과 포스트펑크를 융합한 사운드로 당시 유행하던 신시사이저 기반의 댄스 팝 장르를 거부한다는 의사를 밝혔다. 그리고 마가 리켄배커 기타로 만든 작품은 버즈 출신의 로저 맥귄이 연주한 쟁글 팝 사운드를 연상시켰으며, 모리세이의 복잡하고 문학적인 가사는 평범한 삶을 주제로 하면서도 고상한 유머를 잘 결합시켰다는 평가를 받는다.
더 스미스는 러프 트레이드 레코드라는 인디 레이블과 계약을 맺었다. 그곳에서 발매한 싱글은 영국 싱글 차트 상위 20위 권에 올랐으며, 1위 음반인 “Meat Is Murder”를 포함하여 정규 음반 네 장이 모두 음반 차트 5위 이상의 기록을 달성하였다. 또한 유럽에서도 1986년과 1987년에 발표하여 유럽 음반 차트에서 20위권 안에 든 “The Queen Is Dead”와 “Strangeways, Here We Come”으로 큰 인기를 얻었다. 라이브 음반인 “Rank”는 유럽에서 10위 권 내에 들었다.
하지만 밴드 내부의 갈등이 심화되면서 1987년 해체되었고 이후 저작권을 둘러싼 법적 공방이 이어졌다. 1988년에 나온 라이브 앨범 <Rank>는 유럽에서 톱 10에 들었다. 해체 이후 재결합 제안들에 대해 밴드는 이제 끝났으며 결코 재결합은 없을 거라고 멤버들 각자는 여러 기회를 통해 천명했다.

## 역사

### 1982년: 형성과 초기 공연들

더 스미스 로고

1982년 5월, 조니 마와 그의 친구였던 스티브 폼프렛은 스트렛포드에 있는 스티븐 모리세이의 집에 찾아가 밴드에 함께하자고 초청했다. 마와 모리세이는 1978년 8월에 맨체스터의 아폴로 극장에서 있었던 패티 스미스의 공연에서 만난 적이 있었는데 당시 조니 마는 14세였고 모리세이는 19세였고 이후 이 둘은 시와 문학을 좋아하는 공통 관심사로 가까워졌다. 뉴욕 돌스의 팬이었던 조니 마는 모리세이가 이들에 대한 책을 썼다는 것에 감명을 받은 바 있었다. 모리세이에 의하면 "우리는 죽이 잘 맞았고 매우 비슷한 성향이었다"고 한다. 대화를 나눠보니 둘이 좋아하는 밴드들이 많이 겹쳤다. 다음 날 모리세이는 마에게 전화를 걸어 그와 함께 밴드를 하는 데 관심이 있다고 했다.
며칠 후 모리세이와 마는 마가 세를 낸 다락방에서 첫 번째 리허설을 가졌다. 이들이 처음 작업한 곡 "Don't Blow Your Own Horn"에서 모리세이는 가사를 썼는데 마에 의하면 둘 다 별로라고 생각해서 일단 폐기했다. 다음 곡 "The Hand That Rocks the Cradle"도 모리세이가 가사를 썼고 마는 패티 스미스의 곡 "Kimberly"의 템포에 맞춰 TEAC 3트랙 카세트 녹음기로 녹음을 했으며 세 번째 곡은 "Suffer Little Children"이었다. 자작곡들 외에 모르세이는 1960년대 미국 걸 밴드 쿠키의 노래 "I Want a Boy for My Birthday"의 리메이크를 제안했는데 노래를 한 번도 들어보지 않았지만 남자가 부르는 것도 재미있을 것 같다며 마가 동의하여 역시 TEAC에 녹음했다.
""아직도 또렷이 기억한다. 화창한 날이었고 1시쯤이었다. 미리 전화나 연락도 하지 않았고 그냥 집 문을 두드렸는데 그가 문을 열었다. 문이 열리자 마자 포미(폼프렛)은 두 걸음쯤 뒤로 물러섰기도 해서 나는 엄청 빨리 말을 쏟아놓기 시작했다. 그저 과열된 젊음의 패기였다. "
1982년 말 모리세이는 밴드 이름을 더 스미스(The Smiths)로 정했다. 후에 그는 "가장 평범한 이름을 골랐고 세상의 평범한 이들이 얼굴을 보일 때가 되었다고 생각했었다"고 작명의 이유를 설명했다. 밴드가 결성될 즈음 모리세이는 공적으로는 자신의 성만을 쓰기로 했고 조니 마는 그를 "모저"나 "모즈"라고 부르곤 했다. 1983년에 그는 주변에 있는 이들에게 "스티븐"이란 이름을 부르지 못하도록 했다. 그는 그 이름을 몹시 싫어했다.
몇 차례 밴드와 함께 리허설을 했던 폼프렛은 밴드를 떠났고 대신 데일 히버트가 베이스로 들어왔는데 그는 맨체스터의 데시빌 스튜디오에서 일하고 있었고 조니 마가 그곳에서 작업을 하다 만났다. 히버트를 통해 스미스는 첫 데모를 데시빌 스튜디오에서 1982년 8월의 어느 하룻 밤 사이에 녹음했다. 역시 조니 마가 알고 있던 드러머 사이먼 울스텐크로프트의 도움을 받아 "The Hand That Rocks the Cradle"과 "Suffer Little Children" 작업을 했다. 울스텐크로는 밴드에 합류할 생각이 없었기에 오디션을 통하여 마이크 조이스를 영입했다. 나중에 그는 오디션을 할 때 환각 물질이 들어 있는 마법의 버섯을 먹은 상태였다고 한다. 한편 모리세이는 데모 녹음을 가지고 팩토리 레코드를 찾았지만 그들은 별 관심을 보이지 않았다.
1982년 10월, 스미스는 맨체스터의 리츠에서 열린 학생들의 음악 및 패션쇼에서 오프닝으로 첫 공연을 하면서 자작곡들을 불렀다. 공연의 컨셉트는 모리세이가 잡았는데 밴드가 등장할 때는 클라우스 노미의 "The Cold Song"을 틀고 틀었다. 한편 히버트는 밴드의 "게이" 분위기를 싫어했다고 알려졌는데 모리세이와 마는 또 히버트의 베이스 연주가 맘에 들지 않았고 결국 마의 옛 학교 친구인 앤디 루크로 교체되었다. 히버트는 게이 밴드로 알려지는 것에 대해 불만을 품은 적이 없다고 부인했고 왜 자기를 쫓아냈는지에 대해서도 잘 몰랐다고 한다.
1982년 12월에 스미스는 두 번째 데모 작업을 했고 이 때 "What Difference Does It Make?", "Handsome Devil", "Miserable Lie"를 녹음했다. 이 녹음으로 EMI 레코드의 문을 두드렸지만 거절당했다. 새로운 매니저 조 모스가 들어왔고 크리스마스 즈음에는 네 개의 곡 "These Things Take Time", "What Do You See in Him?", "Jeane", "A Matter of Opinion"을 새로 썼는데 마지막 곡은 폐기되었다.

### 1983년: 러프 트레이드와 "Hand in Glove"
모리세이와 마는 런던에 가서 데모 테이프를 인디 레이블인 러프 트레이드 레코드의 제프 트레비스에게 전달했고 이들의 곡 "Hand in Glove"를 싱글로 내기로 합의했다. 싱글 커버로 모리세이는 짐 프렌치의 동성애적 사진 작품을 쓰자고 했고 1983년 5월에 출시되어 이후 18개월간 꽤 괜찮은 판매량을 보였지만 영국 톱 40에는 들어가지 못했다. 당시 스미스의 두 번째 런던 공연에 왔었던 존 필의 BBC 라디오 제작자였던 존 월터스는 프로그램에서 연주하도록 이들을 초청했었는데 진행자였던 필은 "이들이 어떤 음악을 듣는지를 종잡을 수 없었는데 이는 특이하고 상당히 이례적인 경우였다... 스미스의 이런 점이 내게는 가장 인상적이었다"고 했다. 라디오 출연 이후 스미스는 NME와 사운드 잡지와 인터뷰를 가졌다.
러프 트레이드의 트래비스는 맨체스터의 연습실에 찾아와서 계약을 맺었다. 당시 모리세이와 마가 밴드를 대표하여 서명했고 수익을 어떻게 나눌 지에 대한 내용은 없었다. 트래비스는 트로이 테이트를 데려왔고 그의 지도 하에 이들은 첫 앨범을 런던 동부의 엘레펀트 스튜디오에서 녹음했다. 하지만 러프 트레이드는 테이트의 제작이 맘에 들지 않았고 새로운 제작자인 존 포터를 섭외하여 다시 앨범을 녹음했고 싱글 "This Charming Man"과 "What Difference Does It Make?"가 영국 싱글 차트 25위와 12위에 올랐다. 음악계의 찬사와 BBC 라디오에서 필과 데이비드 젠슨 프로그램에서 세션 시리즈로 참여하면서 스미스는 팬층을 형성하기 시작한다.
한편 타블로이드인 선의 개리 부쉘이 B-사이드 곡인 "Handsome Devil"이 소아성애를 부추긴다는 논란을 지폈는데 스미스는 이를 부인했고 모리세이는 이 곡은 "전혀 아이들과는 관련이 없을 뿐 아니라 아동 성추행은 더더구나 아니다"라고 표방했다.
"스미스는 로맨스에 리얼리즘을 가져왔고 그들의 불안을 가장 가벼운 터치로 누그러뜨렸다. 그 시대는 스미스의 프론트맨으로 의인화되었다. 큰 사이즈의 여성용 서츠를 걸치고 로큰롤의 남성주의의 모든 오염을 거부하고 부적응자와 아웃사이더의 사회 속에서의 부조화를 노래하는 그의 부드러우면서도 뇌리에 박히는 보컬은 가성으로 갑자기 위로 솟구친다. 이 매력적인 청년은 당시의 '록커'와는 정반대였고 음탕한 믹 재거나 마약 중독자인 짐 모리슨 보다는 온화한 아이러니스트인 앨런 배넷이나 자책하는 일기 작가 케네스 윌리암스에 가까웠다."

### 1984년: <The Smiths>
1984년 2월, 스미스는 데뷔 앨범 <The Smiths>를 발매했고 영국 앨범 차트 2위에 오른다. 한편 타블로이드 신문들이 "Reel Around the Fountain"와 "The Hand That Rocks the Cradle"이 소아성애를 암시한다며 논란을 일으켰지만 스미스는 이를 강력히 부인했다.
같은 해 앨범에 들어있지 않은 싱글 "Heaven Knows I'm Miserable Now"와 "William, It Was Really Nothing"이 발매되어 앞의 곡이 처음으로 톱 10에 들어갔으며 이 곡의 엔지니어와 제작을 맡았던 스티븐 스트리트와 오랜 협력의 시작이 되었다.
싱글 B-사이드로 들어갔던 "Suffer Little Children"에서 무어 살인사건에 대한 내용을 다루면서 또 다른 논란이 야기되었는데 피해자의 할아버지가 이 곡을 술집의 주크박스에서 듣고는 스미스가 살인 사건을 상업화했다고 분노했다. 모리세이와의 만남 이후 그는 이 곡이 살인 사건의 충격에 대해 진지하게 접근했다는 설명을 듣고 이해했다고 한다. 또한 곡 중에 이름이 나왔던 피해자 레슬리 앤 다우니의 어머니 앤 웨스트와 모리세이는 후에 친분을 쌓기도 했다.
1984년 말에는 <Hatful of Hollow>라는 제목의 모음집이 나왔는데 여기에는 싱글과 B-사이드 곡들, 그리고 다른 버전의 녹음들, 필과 젠슨 세션 등이 담겼다.

### 1985년: <Meat Is Murder>
1985년 초 스미스는 두 번째 앨범 <Meat Is Murder>를 내놓았는데 더욱 과격해지고 정치적인 내용이 담겼다. 타이틀 곡은 채식주의에 대한 내용으로 모리세이는 멤버들에게 고기를 먹는 사진을 찍혀서는 안된다는 주의를 주기도 했고 가볍게 공화주의를 다룬 "Nowhere Fast", 반체벌 내용을 담은 "The Headmaster Ritual"과 "Barbarism Begins at Home" 등이 그러했다. 또한 음악적으로도 더 다양성을 갖추면서 "Rusholme Ruffians"에서는 조니 마가 로커빌리 풍의 연주를 가미했고 "Barbarism Begins at Home"에서 루크는 펑크 베이스 솔로를 하기도 했다. 앨범 발매 직전에 B-사이드 곡이였던 "How Soon Is Now?"가 싱글로 나왔고 원래는 앨범에 들어가지는 않았지만 이후 포함되었다. <Meat Is Murder>는 모음집을 제외한 정규 앨범 중 유일하게 영국 차트에서 1위에 올랐고 2003년 롤링 스톤 역사상 가장 위대한 음반 500장 중 295위에 이름을 올렸다.
모리세이는 다수의 인터뷰를 통해 자신의 정치적 입장을 밝히면서 더욱 논란이 가세되었다. 대처 정부, 영국 귀족, 그리고 기근 구호 프로젝트인 밴드 에이드 등이 비판 대상이었다. 모리세이는 "에티오피아 사람들에 대해 큰 관심을 가질 수는 있겠지만 영국 사람들에게 매일 가해지는 고문은 또 다른 문제다"라고 했는데 여기서 "고문"이란 구호 프로젝트 밴드 에이드의 음악을 뜻했다. 싱글 "Shakespeare's Sister"가 발매되어 영국 싱글 차트 26위에 오른 한편 앨범에서 뽑은 싱글 "That Joke Isn't Funny Anymore"는 판매가 신통치 않아서 겨우 50위권에 들었다. 1985년 스미스는 영국과 미국에서의 긴 투어를 진행했다.

### 1986년: <The Queen Is Dead>
스미스의 세 번째 앨범 <The Queen Is Dead>는 1986년 6월 발매되었고 싱글 "Bigmouth Strikes Again"이 바로 전에 나왔다. 이 앨범은 영국 차트 2위에 올랐다.
이 앨범은 러프 트레이드와의 법적 공방으로 인해 7개월이나 발매가 미루어졌고 조니 마는 바쁜 투어와 녹음 일정으로 인해 스트레스를 받고 있었다. 나중에 그는 NME와의 인터뷰에서 "나는 정말 아픈 상태였다. 투어가 끝날 때 즈음에는 조금 나아졌지만... 위험한 상태였다. 감당할 수 있는 한계를 넘어 술을 마셨다"고 했다. 한편 루크는 헤로인 사용으로 인해 1986년 초 밴드에서 해고되었다. 해고 통보가 자동차 유리창에 포스트잇으로 붙어있었다는 얘기도 있는데 거기에는 "앤디, 이제 스미스에서 떠나줘야겠어. 행운을 빌어. 안녕. 모리세이"라고 써있었다고 한다. 모리세이는 이에 대해 부인했다.
루크를 대체한 것은 스코틀랜드의 뉴 웨이브 밴드인 아즈텍 카메라의 멤버였던 크레이그 개넌이었는데 2주 후에 루크는 다시 멤버로 받아들여졌고 개넌은 계속 밴드에 머물면서 리듬 기타를 맡게 된다. 이렇게 5인조로 싱글 "Panic"과 "Ask"를 녹음했고 이는 영국 차트에서 11위와 14위에 올랐고 이후 영국 투어를 이어갔다.
루크가 마약 소지 혐의로 체포되면서 북미 투어에서 교체될 뻔 했는데 출발 직전 취업 비자가 통과되면서 겨우 합류했다. 투어는 성공적이었지만 모리세이를 제외한 직원들과 멤버들의 과다한 음주와 마약 사용은 문제였고 비효율적 관리에다 러프 트레이드와 갈등으로 인해 진지하게 미국 레이블을 EMI와 사이어 레코드로의 이적을 고려중이었다. 모리세이는 당시 속한 레이블이 스미스 홍보를 충분히 하고 있지 않다고 여겼다. 플로리다주 세인트 피터스버그의 공연 이후 모리세이와 조니 마는 나머지 네 개의 공연을 취소해 버렸는데 여기에는 피날레 인 뉴욕시의 라디오 시티 뮤직 홀에서의 공연도 포함되었다. 10월에 마감된 영국 투어 이후 개넌은 밴드를 떠났다. 1986년 12월 12일 스미스는 마지막 공연인 아파르트헤이트(남아프리카 인종차별정책)를 반대하는 공연을 런던의 브릭스톤 아카데미에서 가졌다.
러프 트레이드와의 계약이 만료되면서 스미스는 다른 대형 레이블과의 계약을 모색했다. 조니 마는 1987년 초 NME와의 인터뷰에서 "모든 레이블이 우리를 찾아와서는 이런 저런 얘기를 하거나 뇌물을 주려고까지 했는데 나는 그 순간들을 즐겼다"고 했다. 스미스는 결국 EMI와 계약했고 이는 팬들과 음악 언론의 비판을 받았다.

### 1987년: <Strangeways, Here We Come>과 해체
1987년 초 싱글 "Shoplifters of the World Unite"는 영국 차트 12위에 올랐고 이어 두 번째 모음집 <The World Won't Listen>이 발매되었는데 앨범 제목은 스미스가 주류에서 인정받지 못하는 상황에 대한 모리세이의 반응이었다. 이 앨범은 2위까지 올랐다. 그리고 싱글 "Sheila Take a Bow"가 발매되어 스미스의 두 번째 영국 톱 10 히트곡이 되었다. 그리고 <The World Won't Listen>과 내용이 같은 내용에 싱글 "Sheila Take a Bow"와 <Hatful of Hollow>의 곡들을 첨가한 모음집 <Louder Than Bombs>가 국제 시장을 위해 발매되었다. 스미스의 네 번째 앨범 <Strangeways, Here We Come>은 스미스의 사운드에서 벗어나고 싶은 조니 마의 원대로 피아노로 시작된다. 마는 이외에도 키보드를 여기 저기에서 연주했다. 첫 곡인 "A Rush and a Push and the Land Is Ours"에는 아예 기타가 나오지 않는다.
이어지는 성공에도 불구하고 밴드 내에서는 갈등이 고조되고 있었다. 지쳐버린 조니 마는 1987년 6월 휴식을 가졌고 7월에는 밴드를 떠났는데 NME에 나온 "쪼개지는 스미스"라는 기사를 모리세이가 사주했다고 잘못 믿었기 때문이었다. 이 기사에는 조니 마가 다른 뮤지션들과 작업하는 것에 대해 모리세이가 싫어했으며 마와 모리세이의 관계가 거의 폭발 직전이라고 써있다. 조니 마는 NME에 연락하여 자신이 밴드를 떠나는 것은 인간 관계로 인한 것이 아니라 더 넓은 음악적 활동을 하고 싶다고 했다. 조니 마 대신으로 이스터하우스의 기타리스트였던 아이버 페리가 영입되었다. 그와 함께 녹음 작업을 시작했지만 완성하지는 못했다. 당시 작업했던 곡 "Bengali in Platforms"는 이후 모리세이의 솔로 데뷔 앨범 <Viva Hate>(1988년)에 수록되었다. 상황에 불편함을 느낀 페리는 "이들은 마치 제2의 조니 마를 원하는 듯 하다"고 표현했고 페리에 의하면 녹음 작업은 모리세이가 스튜디오를 박차고 나가면서 끝났다고 했다.
<Strangeways, Here We Come> 앨범이 출시된 9월에 이미 스미스는 해체되었다. 주된 이유는 마가 다른 뮤지션들과 작업을 하는 것에 대한 모리세이의 짜증과 모리세이의 음악적 경직성에 대한 마의 좌절에 기인한다. 특히 조니 마는 모리세이가 트윈클 & 실라 블랙 등과 같은 1960년대의 팝 아티스트들의 노래에 집착하는 것을 무척 싫어했다. 이에 대해 1992년에 마는 "그게 정말 최후의 일격이었다. 나는 실라 블랙 노래를 부르는 밴드를 더 이상 하고 싶지 않았다"고 했다. 한편 1989년 인터뷰에서 모리세이는 해체의 이유로 관리자의 부재와 사업상 문제를 들었다.
<Strangeways, Here We Come>은 1987년 10월 영국에서 2위에 올랐으며 미국에서 가장 성공한 스미스 앨범으로 빌보드 200의 55위까지 도달했다. 모리세이와 조니 마는 이 앨범을 스미스 앨범들 중 가장 좋아한다고 했다.

### 1989년: 로열티 분쟁
모리세이와 마는 스미스 녹음과 공연 로열티를 각각 40%씩 가져갔고 조이스와 루크는 10%씩 받았다. 조이스의 변호사는 이후 법정에서 조이스와 루크가 세션 뮤지션 취급을 받았다고 주장하며 "마치 기계 부품처럼 언제든지 갈아낄 수 있었다"고 했다. 1989년 3월에 조이스와 루크는 전 멤버들을 향한 법적 절차를 시작했는데 자신들도 스미스의 동급의 파트너로서 작곡과 출판을 제외한 모든 활동에 대한 수익를 각각 25%씩 나눠야 한다고 했다. 빚에 쪼들렸던 루크는 83,000 파운드에 로열티 10%를 받는 조건을 즉시 수락했고 더 이상의 추가 청구를 포기하기로 했다.
한편 조이스는 법적 공방을 계속하여 1996년 12월 고등법원까지 올라갔다. 그 전 해에 모리세이와 조니 마는 조이스와 루크를 파트너로 인정하였으나 작곡과 출판 이외의 모든 활동 수익의 25%를 나누는 것에 대해서는 논쟁의 여지가 있었다. 조이스의 변호사는 밴드가 해체하기 전까지 조이스 자신이 수익의 10% 만을 받고 있는 사실을 몰랐었다고 했다.
모리세이와 마는 법정에 따로 서서 로열티 분배에 대해서는 루크와 조이스에게 설명을 분명히 했지만 언제인지는 정확히 기억나지 않는다고 했다. 조니 마의 변호사는 13년간의 활동 기간 동안 언제 40:40:10:10으로 분배하기로 했는지를 정확히 짚어내기는 매우 힘들다... 하지만 모리세이와 마는 스미스의 수입에서 각 40%를 받는 것을 기반으로 내내 활동해 왔다"고 했다.
7일 간의 청문회 끝에 판사는 조이스의 손을 들어주면서 미지급 로열티 1백만 파운드와 함께 이후 수익의 25%를 지급하도록 했다. 또한 판사는 인물평까지 덧붙이며 조이스와 루크는 솔직하고 정직하게 보이는 반면 모리세이는 "자신의 이익에 위협이 닥치면 교활하며 잔혹하며 신뢰할 수 없는 것처럼 보이며" 조니 마는 "신뢰가 바닥날 지경에 이르기까지 증거들을 윤색하려 했다"고 평했다. 또한 멤버들의 IQ까지 언급했는데 마의 경우는 "아마 넷 중에 가장 똑똑할 것"이라고 했고 루크와 조이스는 "무식하다"고 했다. 8개월 후에 모리세이는 인터뷰에서 다음과 같이 말했다.
법적 소송은 스미스의 역사였다. 마이크는 계속 뭔가를 얘기했지만 실제로 말 한 것은 없다. 앤디는 자신의 이름조차 기억해 내지 못했다. 조니는 모두를 만족시키려 했지만 결국 아무도 만족시키지 못했다. 그리고 모리세이는 심판대에서 뜨거운 조명 세례를 받았다. "어떻게 감히 성공할 수 있는가?", "어떻게 감히 계속 나아가는가?" 내게 있어 스미스는 아름다운 것이었는데 조니는 그것을 떠나버렸고 마이크는 그것을 박살내 버렸다.

재판이 시작되기 전 루크와 조이스가 속임수를 썼다고 생각하느냐는 질문에 모리세이는 "그들은 행운아다. 만약 다른 보컬이었다면 그들은 샐포드 쇼핑센터 이상으로 가지 못했을 것이라"고 대답했다. 모리세이의 변호사는 모리세이의 태도가 어느 정도 오만했음을 인정했다. 모리세이는 판결에 항소했지만 기각되었다. 조이스의 성공적인 판결로 고무된 루크는 다시금 법률 자문을 구했다. 그는 1999년 파산 선고를 받았다.
2005년 11월, 마이크 조이스와 마크 라일리는 BBC 라디오 6 뮤직에 출연하였고 재정적 어려움으로 인해 스미스의 음반을 이베이에서 판매한 적도 있다고 했다. 모리세이는 1997년에 조이스가 자신과 마로부터 각각 215,000 파운드씩 받았으며 2001년에 마는 최종 상환액 260,000 파운드를 지급했다고 밝히며 자신은 해외에 있어서 지급 서류를 받지 못해 아직 완료하지 못했다고 했다. 조이스는 모리세이에 대해 재심을 통해 청구액을 688,000 파운드로 조정했고 모리세이의 수입 대부분을 압류할 수 있는 권한을 받았다. 이를 통해 모리세이에게는 불편과 불만이 늘었고 2005년 11월 30일자로 조이스와의 미지급 로열티와 법률 비용으로 최소한 1,515,000 파운드를 지출했다고 했다.

## 솔로 활동

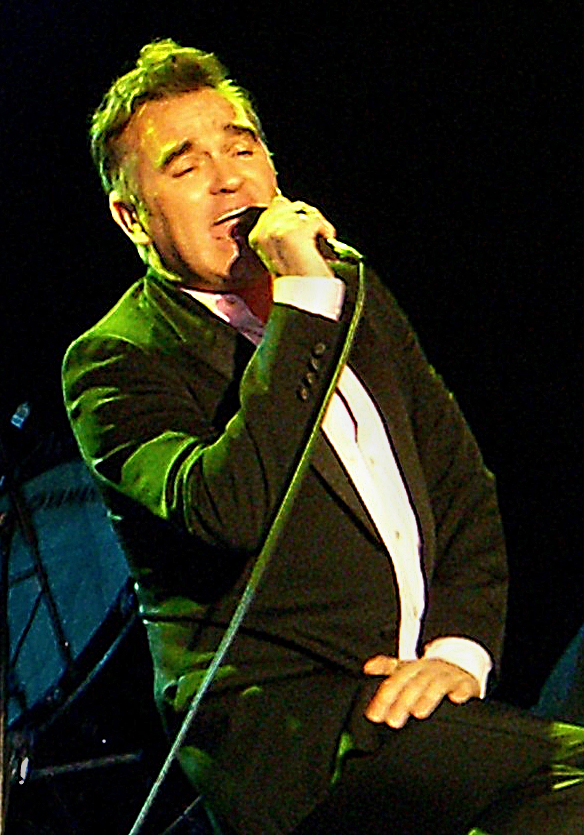
2006년 텍사스주 어스틴에서 공연하는 모리세이

스미스 해체 이후 모리세이는 솔로 활동을 시작했고 1988년 3월 첫 앨범 <Viva Hate>을 발표하여 영국 차트 1위에 올랐다. 90년대에 들어서면서 그는 북미에서 첫 투어를 벌이면서 새롭게 인기를 얻었고 이후 2020년까지 솔로로 13장의 앨범을 냈다.
조니 마는 1989년 뉴 오더의 버나드 섬너, 펫 숍 보이스의 닐 테넌트와 함께 슈퍼 그룹 일렉트로닉(Electronic)을 결성하고 이후 10여년에 걸쳐 세 장의 앨범을 냈다. 또한 더 더(The The)의 멤버로 1989-1993년에 두 장의 앨범에 참여했다. 이 외에도 세션 뮤지션으로 다수의 아티스트들과 작업했는데 그 중에는 프리텐더스, 브라이언 페리, 펫 숍 보이스, 빌리 브래그, 블랙 그레이프, 토킹 헤즈, 크라우디드 하우스, 벡 등이 있다.

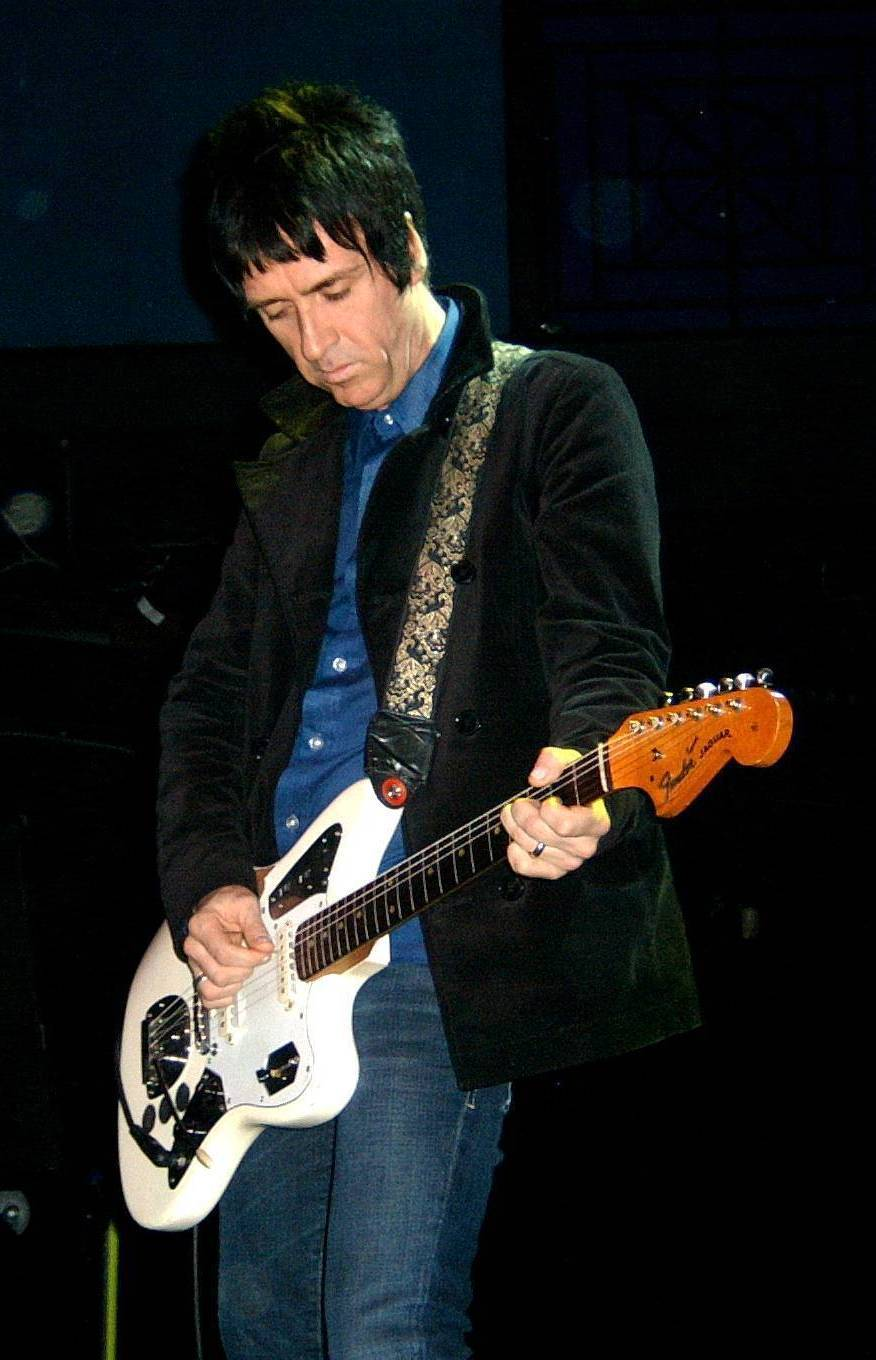
2010년 워싱턴 DC에서 크립스와 함께 공연 중인 조니 마

2000년에는 조니 마 + 더 힐러스라는 밴드를 결성하여 <Boomslang>(2003년) 앨범 한 장을 발표했는데 큰 성공을 거두지는 못했고 곧 해체되었다. 오아시스 앨범 <Heathen Chemistry>(2002년)에 게스트로 참여했고 2006년부터 모디스트 마우스의 아이작 브록과 함께 작업을 시작했고 그 곡들은 2007년 앨범 <We Were Dead Before the Ship Even Sank>에 수록되었다. 이후 모디스트 마우스의 2006-7년 투어에 함께 했다. 2008년 1월에는 인디 밴드인 크립스와 작업을 시작했고 이후 3년간 함께 활동하며 그들의 네 번째 앨범인 <Ignore the Ignorant>(2009년)에 참여하였고 2011년 4월에 밴드를 떠났다. 이후 세 장의 솔로 앨범 <The Messenger>(2013년), <Playland>(2014년), <Call the Comet>(2018년)을 발표했다.
앤드 루크와 마이크 조이스는 계속 함께 작업을 이어가며 시네이드 오코너와 함께 1988년 투어를 했고 1988년과 1989년에는 모리세이와 싱글을 녹음하기도 했다. 1988년에는 스톤 로지스의 아지즈 이브라힘과 함께 투어를 하고 녹음을 했다. 이 외에도 루크와 조이스는 각자 다수의 프로젝트에 참여했다.

### 재결합 소문
조니 마와 모리세이는 재결합은 없을 것이라고 반복적으로 얘기해 왔다. 2006년 모리세이는 "스미스 재결합을 하느니 차라리 내 고환을 먹겠다. 내가 채식주의자인 것을 고려하면 이게 어느 정도인지 알 것이다"라고 했다. 같은 해 왜 재결합을 그렇게도 안하려고 하느냐는 질문에는 "스미스가 시작된 이래 나는 매우 열심히 일했고 나머지 멤버들은 그렇지 않았다. 그런데 왜 그 결과를 그들과 나누겠는가. 우리는 친구도 아니고 서로 보지도 않는다. 그런데 뭐하러 무대에 함께 서겠는가"라고 대답했다. 2009년 2월 BBC 라디오 2와의 인터뷰에서는 "사람들은 늘 재결합에 대해 물어보는데 나는 모두지 상상이 안된다... 과거는 이미 엄청 먼 곳인 것처럼 느껴지고 나는 그것에 만족한다"고 했다. 2002년 조이스도 재결합에 관심이 없으며 스미스는 이미 가야할 길을 마쳤다고 했다.
2006년 3월, 모리세이는 코첼라 밸리 뮤직 앤드 아츠 페스티벌에서 5백만 달러를 제시하며 스미스의 공연을 주선했지만 거절했다고 하면서 "돈은 문제가 아니다... 스미스는 환상적인 여행이었고 그것은 이제 끝이 났다. 나는 끝내야 겠다고 생각지는 않았었다. 나는 계속 하고 싶었지만 마가 끝내기를 원했다. 그게 전부다"라고 했다.
2007년 8월 모리세이가 7천5백만 달러를 제시하며 스미스의 이름으로 재결합 투어를 2008년과 2009년에 50회에 걸쳐 해주겠냐는 제안을 거절했다는 이야기가 널리 퍼졌는데 이후 유언비어로 밝혀졌다. 10월 조니 마는 BBC 라디오와의 인터뷰에서 "이상한 일들이 일어나가도 한다. 그 누가 알겠는가? ... 10년, 15년 후에 어떤 이유에서일지는 몰라도 다시 함께 할 수도 있을 것이다. 하지만 현재로서는 모리세이는 자신의 음악을, 나는 나의 것을 하고 있다"고 했다.
2008년 조니 마는 스미스의 음악을 리마스터링 하면서 모리세이와 루크와 연락을 주고 받았다. 그 해 9월 모리세이와 마는 맨체스터에서 만나 재결합에 대한 가능성을 이야기 했다. 그러면서 조이스는 재결합에서 제외시키기로 하고 마가 크립스와의 활동이 마무리 될 때를 기다리기로 했다. 하지만 마가 크립스와 함께 멕시코 투어를 떠나면서 둘의 대화는 갑자기 중단되었고 이후 재결합에 대한 이야기는 더 이상 나오지 않았다. 2009년 6월 조니 마는 인터뷰에서 "3-5 차례 공연을 하는데 5천만 달러를 주겠다는 제안이 있었다"고 밝히며 재결합은 돈과는 아무 상관이 없으며 그 이유는 "실로 추상적이다"라고 했다.

## 음악 스타일
스미스의 음악적 방향은 모리세이와 조니 마가 주도했다. 마는 1990년에 "작업은 모리세이와 내가 50대 50 정도로 해왔다. 우리는 음악이 어떻게 가야할 지에 대해 서로 완벽하게 일치한다"고 했다. 스미스는 "반-리듬 앤 블루스이며 1960년대 팝과 포스트펑크의 퓨전이며 댄스 팝에 대한 거부"였으며 의도적으로 신시사이저와 댄스 음악을 기피했다. 하지만 두 번째 앨범인 <Meat Is Murder>에서부터 마는 키보드를 사용하기 시작했다.
조니 마의 쟁글거리는 기타 연주는 버즈의 로저 맥긴, 크레이지 호스의 닐 영, 비틀즈의 조지 해리슨, 프리텐더스의 제임스 허니맨-스콧, 펜탱글의 버트 얀쉬의 영향을 받았다. 마는 모리세이의 음역대에 맞춰 자주 카포를 사용했다. 2007년 BBC와의 인터뷰에서 마는 자신의 목표는 록 기타의 진부한 스타일을 피하는 것이라고 했는데 그래서 파워 코드, 디스토션, 긴 솔로, 웅장한 록 코드 변환 등을 지양하고 정교한 아르페지오를 통해 자신 만의 기타 스타일을 창출했다.
모리세이의 역할은 멜로디와 가사를 만드는 것이었다. 그는 뉴욕 돌스, 크램프스, 스페샬스, 컬트와 같은 펑크 록이나 포스트펑크 밴드들과 더스티 스프링필드, 샌디 쇼, 메리앤 페이스풀, 티미 유로 등과 같은 1960년대 걸그룹에 영향을 받았다. 가사의 경우 표면적으로는 우울해 보이지만 종종 날카로운 유머가 번뜩인다. 존 필은 스미스가 자신을 크게 웃게 만드는 몇 안되는 밴드들 중 하나라고 평하기도 했다. 어린 시절이었던 1960년대의 사회적 현실주의에 영향을 받았던 모리세이는 보통 사람들의 절망, 거절, 죽음에 대한 경험을 다루었다.

## 시각적 스타일
스미스의 음반 커버에는 종종 영화 배우나 팝 스타들의 사진이 사용되었는데 보통 이중톤으로 처리되었다. 디자인은 모리세이와 러프 트레이드의 아트 코디네이터인 조 슬리가 함께 했다. 싱글 커버에는 밴드 이름 외에 거의 아무 텍스트가 없었고 영국에서 발매된 것들에는 밴드의 사진이 하나도 나오지 않는다. 커버에 나온 인물들은 모리세이가 좋아하는 영화 배우들과 60년대 영국 대중 문화 속의 인물들며 때로 고전 영화나 매거진 속 무명의 인물 사진을 사용하기도 했다.
스미스는 대부분 청바지에 셔츠 차림의 평범한 복장을 착용했는데 이는 기타와 드럼 스타일의 "기본으로 돌아가기"와 이미지를 맟춘 것이다. 모리세이는 보청기를 끼는 것을 부끄러워하는 이들을 위해 가짜 보청기를 끼기도 했고 두꺼운 검은 뿔테 안경을 착용하기도 했다. 또 종종 무대에서 글라디올러스 꽃다발을 들고 흔들기도 했다.

## 유산
스미스는 매우 폭넓은 영향을 끼쳤다. BBC 뉴스의 이언 영스는 그들을 "비틀즈 이후 그 어떤 영국 밴드보다 깊은 헌신을 이끌어 낸 밴드"라고 묘사했다. 조니 마의 기타 연주에 대해서는 "스미스를 이은 많은 맨체스터 밴드들에게 있어 거대한 발판이 되었다"고 평해진다. 여기에는 스톤 로지스의 기타리스트인 존 스콰이어 같은 이들이 있다. 오아시스의 기타리스트인 노엘 갤러거 역시 스미스, 특히 조니 마에게 큰 영향을 받았다며 "더 잼이 해체되고 스미스가 나왔는데 나는 완전 그들에게 빠져버렸다"고 했다.
Q 매거진의 사이먼 고다르는 2007년에 스미스가 "80년대의 진정 중요한 목소리"라면서 "당대 가장 영향있는 기타 그룹이었다"고 했으며 "자신의 방식으로 주류에서 성공한 최초의 인디 아웃사이더로서 록의 기본인 4인조 밴드의 공식을 마술과 시적으로 새로운 단계로 도약시켰으며 이들의 유산은 이후 스톤 로지스, 오아시스, 리버틴스 같은 기타 밴드들로 이어졌다"고 했다.
언컷 매거진의 사이먼 레이놀즈는 "옛날 옛적에 북부에서 온 밴드가 있었는데 무척 신선하고 강력한 사운드로 온 나라를 휩쓸었다. 록 사운드였지만 팝이기도 했으며 간결하고 펀치감 있고 선율적이었다. 보컬은 진정한 오리지널이었고 감수성과 강인함, 도전과 부드러움이 혼합된 음색을 들려주었다. 이 젊은이의 입술을 통해 나오는 말들은 야비하지 않으면서도 현실적이고 유머와 아름답게 관찰된 디테일로 가득 차 있었다. 이들의 데뷔 앨범은 랜드마크로 곧장 명반의 대열에 합류했다"고 썼다.
스톤 로지스가 선점하고 오아시스, 스웨드, 블러와 같은 이들이 주도했던 브릿팝 물결은 모리세이가 묘사했던 황량한 영국 도시에 대한 향수에게 크게 영감을 받았다. 블러는 1987년 스미스 공연을 보고 영향을 받아 결성되었다. 한편 브릿팝을 주도하던 밴드들이 스미스에 영향을 받기는 했으나 사실 브릿팝은 "완전히 상업적인 구조"를 갖고 있었기에 모리세이와 스미스의 반체제적 기본 철학과는 상충했다. 마크 심슨은 "브릿팝은 모리세이를 그림에서 제거해 버리는 것이었다... 90년대 중앙집중적으로 계획되고 조정된 팝 경제가 일어나기 위해 모리세이는 비인간화되어야 했다"고 평했다.
2012년 롤링 스톤 역사상 가장 위대한 음반 500장 리스트에 스미스의 앨범 네 장이 포함되었고 2004년 롤링 스톤 역사상 가장 위대한 노래 500곡 리스트에는 "William, It Was Really Nothing"과 "How Soon Is Now?"가 들어갔다. 모리세이는 2010년 위대한 보컬 리스트에 포함되었다. 2014년과 2015년에 스미스는 록앤롤 명예의 전당 후보에 올랐었다.

## 이미지
스미스의 프론트맨이었던 모리세이는 팝과 록 음악과 관련된 많은 규범들을 뒤집었다. 미적으로 단순화를 추구한 것은 뉴 로맨티시즘의 과도한 치장에 대한 반발이었다. 모리세이의 경우 뉴 로맨티시즘이나 초기 글램 로커와 같은 양성적 스타일을 어느 정도 채택하기는 했으나 좀 더 섬세하고 절제된 모습이었다. 한 평론가에 따르면 "모리세이는 책벌레였고 두꺼운 검은 뿔테 안경에 무대에서 보청기를 끼기도 했다. 그는 독신이었고 무엇보다 최악인 것은 그가 진지했다는 것이다"라며 음악에 대해서는 "도취될 정도로 우울하고 위험할 정도로 사려 깊고 너무 매혹적으로 웃겨서 그는 청중을 세상이 아닌 그와 그의 음악과의 관계 속으로 유인했다"고 평했다. 스미스에 관한 학술 논문에서 줄리안 스트링거는 스미스를 "영국의 가장 공공연한 정치 그룹 중 하나"라고 했으며 앤드류 워네스는 "가장 반자본주의적 밴드"라고 분석했다.

## 음반 목록

### 정규 음반
- 《The Smiths》(1984년)
- 《Meat Is Murder》(1985년)
- 《The Queen Is Dead》(1986년)
- 《Strangeways, Here We Come》(1987년)

### 라이브 음반
- 《Rank》(1988년)

### 컴필레이션 음반
- 《Hatful of Hollow》(1984년)
- 《The World Won't Listen》(1987년)
- 《Louder Than Bombs》(1987년)
- 《Best I》(1992년)
- 《Best II》(1992년)
- 《Singles》(1995년)
- 《The Very Best of The Smiths》(2001년)
- 《The Sound of The Smiths》(2008년)